# 克羅伊科格爾山
46°47′20″N 15°30′48″E / 46.789016°N 15.513380°E

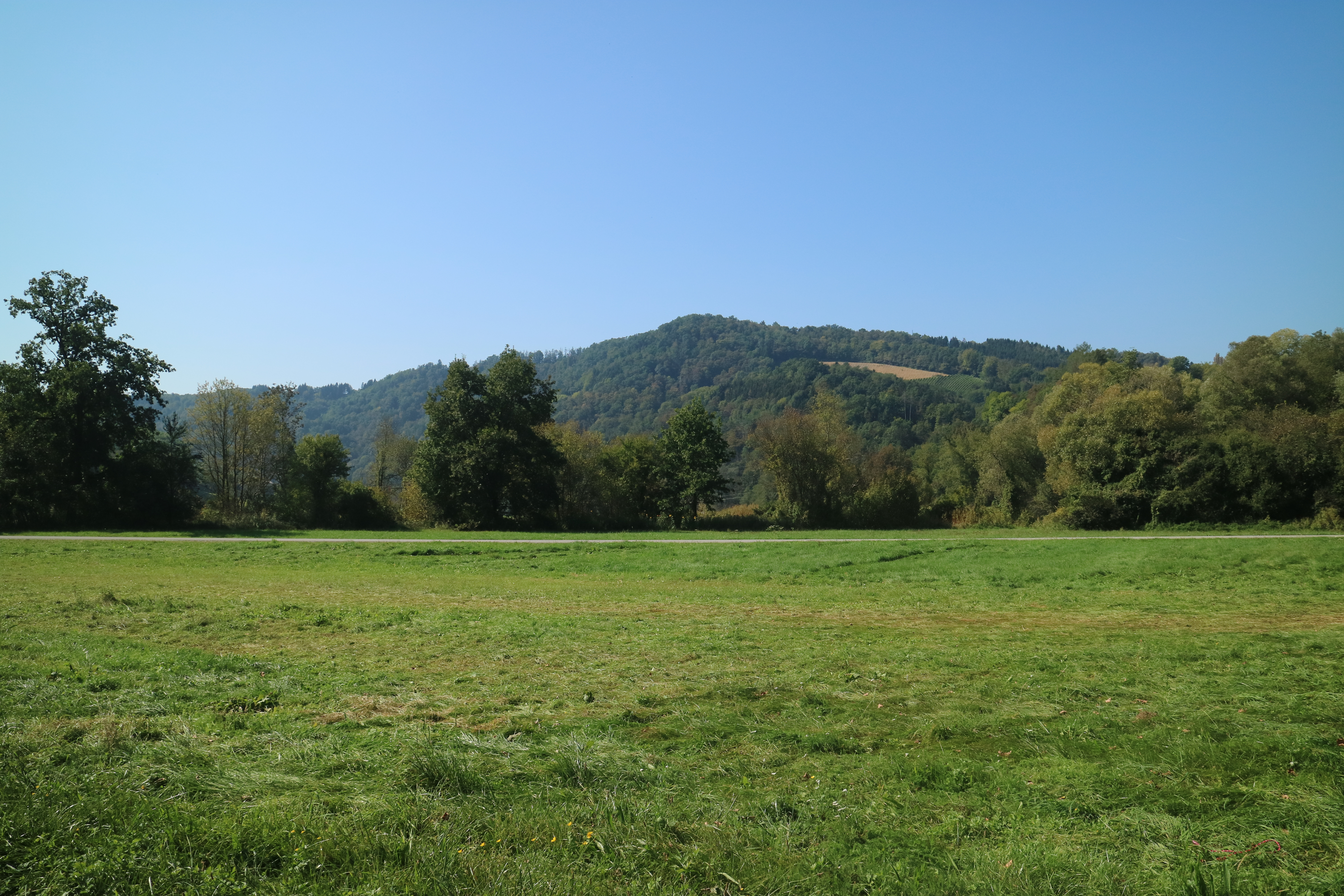

克羅伊科格爾山（德語：Kreuzkogel），是奧地利的山峰，位於該國東南部，由施泰爾馬克州負責管轄，海拔高度496米，處於萊布尼茲附近，山體在古生代時期形成。